# Adam Harvey (artista)
Adam Harvey   (1981) és un dissenyador i investigador independent que opera des de Berlín. La seva obra està centrada en la visió artificial, les tecnologies de la imatge digital i la contra-vigilància. Tendeix a combinar en la seva obra art amb tecnologia, així com ponències i xerrades que giren entorn les dades i la visió artificial.

## Biografia
Harvey va fer el batxillerat a la Universitat Estatal de Pensilvània, on va poder estudiar enginyeria mecànica. En aquesta època, Harvey exercia de fotoperiodista per al diari de la universitat, anomenat The Daily Collegian. Durant aquesta època, va mostrar interés pels mitjans digitals i la fotografia.
Després de treballar durant quatre anys, va assistir a la Universitat de Nova York, on va graduar-se del màster de Programa de Telecomunicacions Interactives. Allà va estudiar fotografia i tecnologia computacionals.

## Carrera
Harvey, en els seus projectes i treballs, es centra sobretot en la connexió entre fotografia i tecnologia. Al llarg de la seva obra abasta múltiples conceptes com ara la tecnologia de reconeixement facial, la vigilància, l'anti-vigilància i el disseny de l'art. Així doncs, ell mateix es designa com a tecnòleg creatiu.
Durant el seu primer treball com a fotògraf autònom a Nova York, Harvey es va interessar pels impactes de la tecnologia en la fotografia. Alhora, va reflexionar entorn l'exposició de la gent a la gran vigilància de la ciutat, remarcant en la seva inconsciència davant la incomprensió de tot el que hi ha darrere.
De fet, al llarg de la seva obra és freqüent la qüestió de la vigilància. Harvey declara que ha organitzat diferents esdeveniments de caràcter activista contra la vigilància i que actua sempre interessat en la protesta contra els estats de vigilància.
Un exemple és el projecte CV Dazzle (Computer Vision Dazzle, en referència a la visió artificial). Aquest projecte es va realitzar el 2010 i va ser impulsat per la proposta de camuflar-se davant dels sistemes de detecció facial, els quals fan de les cares fórmules matemàtiques analitzables per algorismes. En el seu projecte, fa ús de dissenys d'inspiració cubista per a confondre l'ordinador i el seu programari de reconeixement facial.
En aquest procés, hi intervenen factors com ara el maquillatge, la pintura, l'enfosquiment dels ulls, les ocultacions del rostre mitjançant objectes...
En la seva obra, Harvey també explora les variants de mètodes de baix pressupost per a evitar la vigilància d'alta tecnologia. En aquesta branca crea Think Privacy, una campanya publicitària mundial on demana que tothom reflexioni la gestió que està fent de les seves dades personals. D'aquest projecte es poden recollir lemes com ara "Les Dades Mai Moren" o "El Selfie d'Avui és el Perfil Biomètric de Demà".
Pel que fa a les ponències i xerrades, Harvey en sol ser presentador i orador. Ha participat a diverses conferències i reunions com ara les Ted Talks, sobretot a TEDxVilnius, a Lituània.
La seva obra es pot trobar en publicacions de mitjans com ara la BBC, Spiegel, el Washington Post, el New York Times, Wired, The Atlantic i el Financial Times. A més a més, també es pot apreciar en exposicions d'institucions, museus i esdeveniments reconeguts a escala internacional.
Professionalment, Harvey també s'ha desenvolupat com a docent per a la Universitat de Nova York. Altres professions destacables són la seva feina per a NEW INC., una organització artística que va produir el New Art Museum de Nova York, i altres treballs tecnològics.

## Obres i projectes destacats

### CV Dazzle (2010)
CV Dazzle (Computer Vision Dazzle, en català "Enlluernadora Visió Artificial") va ser el projecte de fi de màster de Harvey, realitzat per a la Universitat de Nova York. Va ser presentat, juntament amb altres projectes, a l'edició deThe Influencers Festival celebrada el 2019 al CCCB.
La proposta del projecte era desenvolupar un sistema de camuflatge que fes front als sistemes de detecció visual vigents en el context en què es va emprendre. En aquest cas, l'únic sistema de detecció facial a través d'algorismes era el sistema Viola-Jane, el qual havia nascut el 2003 i va arribar a la seva obsolescència entre el 2013 i el 2016. Harvey aclareix que les seves aportacions en el projecte no són aplicables a la resta de sistemes de detecció facial. Tot i així, va estar el primer sistema capaç de combatre efectivament un sistema algorítmic de detecció facial.
El funcionament es basava en un objectiu dual respecte el rostre: es tractava de fer-lo irrecognoscible per als algorismes però recognoscible per a l'ésser humà. Harvey explica que el model de Viola-Jane era possible debilitar-lo des de qualsevol posició econòmica i social, ja que la seva programació era bàsica. Així doncs, l'algoritme tenia l'encàrrec d'identificar, en primer lloc, el rostre i, un cop identificat, n'identificava els detalls. Harvey es va adonar que, a l'hora de detectar el rostre, seguia un patró: només percebia com a rostre les cares que seguien certs patrons, com ara la foscor sota el nas o la simetria en les faccions. Per tant, només amb fer petites modificacions com l'enlluernament sota el nas, s'aconseguia convertir el rostre en un element més de fons i, per tant, no s'iniciava tan sols el procediment d'anàlisi facial.
L'any 2013, The New York Times va demanar a Harvey que desenvolupés un model efectiu per a evitar el reconeixement facial de Viola-Jane amb l'objectiu de demostrar que la tecnologia no tenia tan controlada la video-vigilància.

### HyperFace (2017)
HyperFace és un projecte desenvolupat amb la col·laboració del Departament Hyphen Labs' NeuroSpeculative AfroFeminism. Va ser presentat per primer cop al 33c3 a Hamburg (Alemanya) el 2016 i llençat definitivament com a impressió tèxtil el 2017 al Festival de Cinema de Sundance a Park City (Estats Units).
El projecte explora els patrons de camuflatge a través de cares falses i des de la voluntat d'exploració de l'afro-feminisme. Es reflexiona sobre la identitat, l'autopercepció, el paper de la dona negra en cultura i societat...
El funcionament es fonamenta, en primer lloc, en l'obtenció de rostres falsos que compleixin del tot la idea algorísmica del rostre humà emmagatzemada a les màquines. Tècnicament, tal com el defineix Harvey, és una continuació de CV Dazzle, amb certes diferències. En primer lloc, s'adapta als sistemes vigents durant el període de realització; en segon lloc, l'objectiu no és manipular el rostre sinó els elements del voltant. Així doncs, Harvey incorpora, al voltant del rostre, elements que l'algorisme associa amb el rostre. En aquest sentit entren els rostres de les dones negres, ja que l'algorisme deixa d'identificar els elements com a rostre a partir de certes tonalitats, sobretot si en el fons hi ha tonalitats molt més clares i fàcils de confondre amb rostres.
Harvey va crear peces de roba que, en portar-les, provocaven dos efectes en el rostre. O bé passava desapercebut (no identificat) o bé s'identificaven més rostres dels realment presents

### MegaPixels: Glassroom (2017)
MegaPixels és un projecte que té inici el 2017 i continua en desenvolupament actualment (2023). El projecte es centra en el tractament de conjunts d'imatges i l'aprenentatge automàtic. La secció Glassroom va ser presentada per primer cop amb la col·laboració de Tactical Tech.
La idea del projecte es basava en què es demanaria a gent que cerqués el seu rostre en la base d'emmagatzematge i entrenament de dades facials més gran del món, MegaFace (V2). En introduir una imatge de la cara, el sistema la cotrastava amb, aproximadament, 672.000 cares en una recerca de patrons i coincidències. D'entre els 15.000 participants, dos van declarar que havien trobat una coincidència positiva de la qual no eren conscients. Els participants desconeixien que MegaFace (V2) s'havia creat a partir del conjunt d'imatges obtingudes per Flickr, sense cap mena de llicència ni procés explícit.

#### Altres obres i projectes
- Data Pools
- Stealth Wear
- SkyLift
- Think Privacy
- CamoFlash
- OFF Pocket
- DFACE
- Parallel Artifacts
- Researchers Gone Wild
- Circular Diffusion
- VFRAME
- Exposing.ai